# بژژنگتسا (استان اوپوله)
بژژنگتسا (به لهستانی:  Brzeźnica) یک روستا در لهستان است که در گمینا بیاوا (استان اوپوله) واقع شده‌است.